# Mot naturen
Mot naturen è un film del 2014 diretto da Ole Giæver e Marte Vold.